# 7097 Yatsuka
7097 Yatsuka eller 1993 TF är en asteroid i huvudbältet som upptäcktes den 8 oktober 1993 av de båda japanska astronomerna Hiroshi Abe och Seidai Miyasaka i Yatsuka. Den är uppkallad efter den japanska staden Yatsuka.
Asteroiden har en diameter på ungefär 5 kilometer.